# Ernest Edgar Davies
Ernest Edgar Davies DFC, avstralski odvetnik, častnik, vojaški pilot in letalski as, * 16. marec 1890, Kerang, Victoria, † 1969.
Stotnik Davies je v svoji vojaški karieri dosegel 7 zračnih zmag.

## Odlikovanja
- Distinguished Flying Cross (DFC)